# Watringue

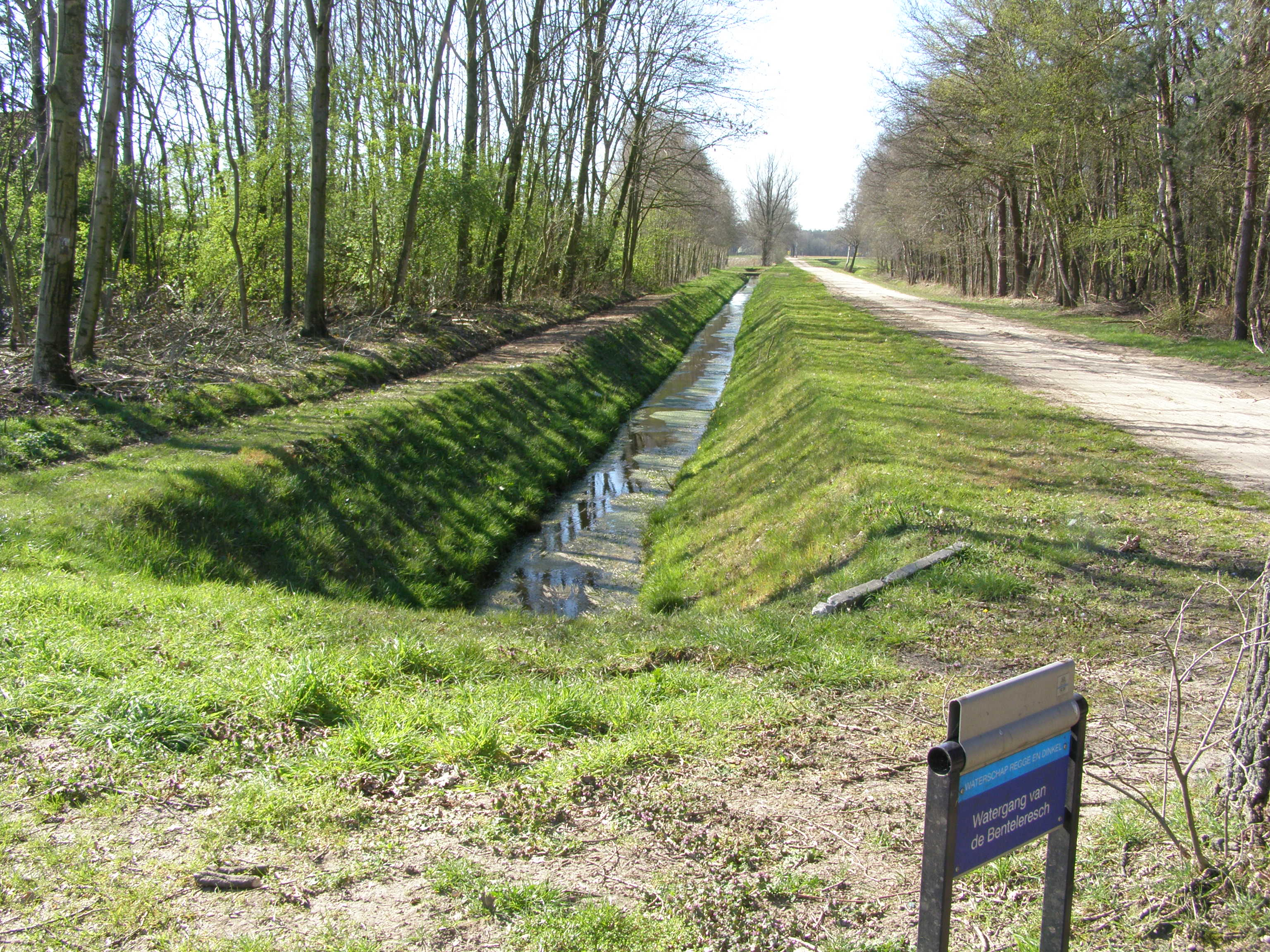
Modelo de pequeños watergang, con la profundidad de un foso, sin embargo en los que el perfil cavado permite aumentar el caudal y la contención del flujo hídrico, las orillas con hierbas y arbustos protegen de la erosión y la pendiente del cauce, relativamente baja, hacen visibles las ratas almizcleras a sus predadores.

Watringue o Wateringue o Watering (la w en todos estos casos se pronuncia [v]) palabra masculina o femenina, procede del idioma neerlandés watering en singular y wateringen en plural, que proviene del nombre dado en tal idioma al agua: water (pronunciado "váter").
Watringe o wateringen es usado para describir la red de canales y obras de drenaje en zonas costeras, el drenaje se produce durante las bajamares o mareas bajas en las zonas muy húmedas o inundables situadas en llanuras próximas al mar con muy poca elevación respecto al nivel del mar tal cual se observa en los artificiales pólders.
La palabra que se escribe a la francesa como Watringue o Wateringue, es prácticamente sinónima Watergang, zona donde el agua excedente es reenviada al mar durante la marea baja cuando las esclusas son abiertas, o se extrae mediante los molinos de vientos y actualmente merced a poderosas bombas mecánicas -motobombas- (generalmente eléctricas).
Esta palabra es usada en la Región francesa del Nord-Pas-de-Calais, especialmente en las regiones costeras del llamado Flandes "francés", así como en Bélgica y los Países Bajos.
Por metonimia, esta palabra describe también a la asociación (ocasionalmente obligatoria) de los propietarios que financian en común los trabajos de mantenimiento y funcionamiento de este tipo de red hídrica artificial. En el norte de Francia esta red está dividida en «sections de watringues» (secciones de wateringues) donde los asociados deben mantener tal red, con la ayuda de la administración y la subvención de colectividades si se requiere.

## Historia
Aunque el nombre es antiguo en Flandes; en Francia el geógrafo y cartógrafo M. Cordier en 1816 dirigió el diseño de un mapa del departamento del Norte y un mapa de Dunkerke y sus adyacencias comprenant les 4 sections des "Watringues, ou les mares françaises, en 1815/ Watringues, en los mares franceses (por MM. Cordier et Bosquillon, ingénieurs).